# Kingston District Council
Kingston är en region i Australien. Den ligger i delstaten South Australia, omkring 230 kilometer sydost om delstatshuvudstaden Adelaide. Antalet invånare är 2 407.
Följande samhällen finns i Kingston:
- Keilira

Trakten runt Kingston består till största delen av jordbruksmark. Trakten runt Kingston är nära nog obefolkad, med mindre än två invånare per kvadratkilometer. Genomsnittlig årsnederbörd är 688 millimeter. Den regnigaste månaden är juni, med i genomsnitt 124 mm nederbörd, och den torraste är december, med 12 mm nederbörd.